# صنایع دفاعی هندوستان
بخش صنایع دفاعی هندوستان را می‌توان در زمره مهمترین بخش‌های راهبردی هند جای داد. هند با بیش از ۱٫۳۹ میلیون پرسنل فعّال، دومین ارتش بزرگ دنیا و بزرگترین ارتش داوطلبانه دنیا تلقّی می‌شود. میزان کل بودجه تخصیص یافته به این بخش تا سال ۲۰۱۸ میلادی بالغ بر ۶۲٫۸ میلیارد دلار بوده‌است.

## بودجه نظامی
بودجه نظامی کشور هندوستان چیزی در حدود ۱٫۴۹٪ کل تولید ناخالص داخلی کشور هندوستان را به خود اختصاص داده‌است. میزان هزینه‌های مالی بخش دفاعی برای سالیان ۲۰۱۷ تا ۲۰۱۸ بر طبق گزارش‌های وزارت مالی هندوستان شامل ۸۶٫۴۸۸ کرور برای تأمین بودجه دفاعی می‌شود.

## دستورات دولتی
هندوستان تا به امروز بودجه ای معادل ۳٫۵ میلیارد دلار را به منظور جایگزینی ادوات جنگی متعلّق به دوران جنگ سرد هزینه کرده‌است. از آنجایی که واردات ۷۰ درصدی تجهیزات نظامی هندوستان از کشورهایی همچون روسیه، ژاپن، اسرائیل و ایالات متحده تا به امروز هزینه بسیاری برای هندوستان به دنبال داشته، تلاش‌هایی در جهت بومی سازی چنین صنعتی در گوشه و کنار این کشور به منظور تأمین نیاز داخلی از سوی دولت مرکزی انجام گرفته‌است.

## صادرات اسلحه

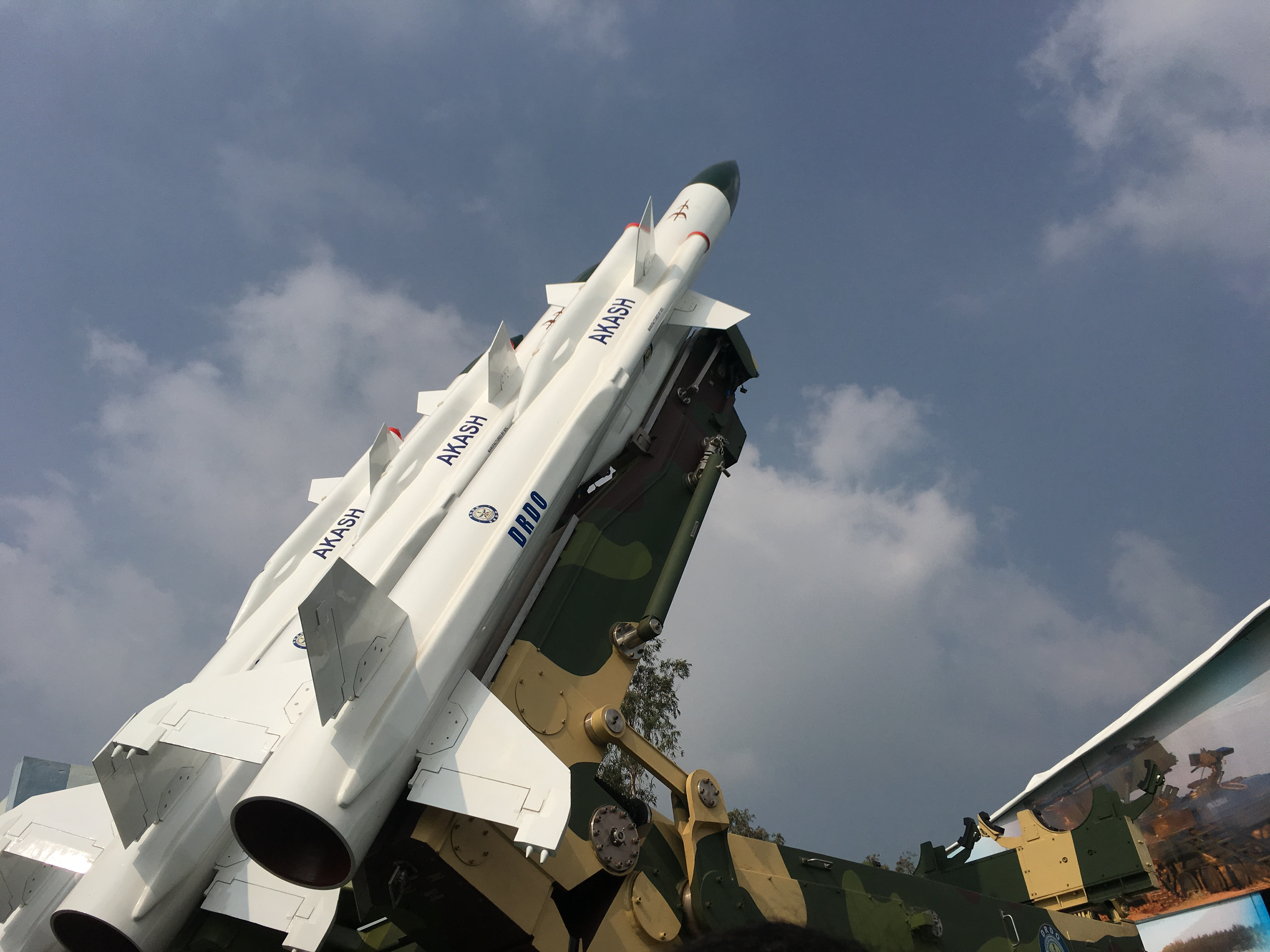
سامانه موشکی Akash

با وجود اینکه صبغه هندوستان در صادرات تسلیحات نظامی گواه بر موفقیت نسبی و چه بسا بسیار محدود آن در سالیان اخیر بوده‌است، قراردادهای اخیر هندوستان در این زمینه خبر از تغییراتی شگرف در آینده ای نزدیک می‌دهد. در مارس ۲۰۱۱ هندوستان با فروش اوّلین قایق‌های گشت دریایی بومی خود به نام «باراکودا» به «جزایر موریس» موافقت نمود. در مارس ۲۰۱۷ هند قرارداد فروش اژدرهای دریایی سبک به ارزش ۳۷٫۹ میلیون دلار با میانمار منعقد ساخت. قراردادهای مشابهی برای فروش تجهیزات این چنین به کشورهای «سریلانکا» و «ویتنام» نیز در دستور کار هندوستان قرار دارند.
در سپتامبر ۲۰۱۷میلادی «هیئت کارخانجات اردنس» توانست تا بزرگترین سفارش خارجی خود را جهت تأمین ۴۰٫۰۰۰ هزار قطعه تولیدی توپ‌های «بوفور» از کشور «امارات» دریافت نماید.
در دسامبر ۲۰۱۷، هند بر اقدامات صورت گرفته در راستای تعمیق همکاری‌های نظامی جهت بهسازی تانک‌های تی ۷۲ میانمار، صادرات رادار به ارمنستان، هلیکوپترها کامو ۲۲۶ به اردن، موشک‌هایی با برد ۷۰ کیلومتر به امارات و تولید سلاح در عربستان سعودی صحه گذاشت.

## سازماندهی
تولیدات دفاعی کشور هندوستان تا پیش از سال ۲۰۱۱ کاملاً در اختیار دولت مرکزی قرار داشت. با تسهیل سرمایه‌گذاری خارجی از سوی دولت مرکزی، میزان نرخ مشارکت خارجی تا ۴۹٪ افزایش یافت که موجب ترغیب بازیگران خصوصی و کمپانی‌هایی از کشورهای توسعه یافته جهت حضور و سهم خواهی در صنایع دفاعی هندوستان گردید.

### نهاد های دولتی
| عنوان                                         | تخصص                       | درآمد                              | تعداد کارمندان ( تا پایان سال ۲۰۱۵) | توضیحات       |
| --------------------------------------------- | -------------------------- | ---------------------------------- | ----------------------------------- | ------------- |
| Bharat Dynamics                               | تسلیحات و سامانه های موشکی | ۳۲.۸۱ میلیارد (۴۹۰ میلیون دلار)    | ۳.۱۸۳                               | [ ۱۰ ]        |
| Bharat Electronics                            | آویونیک                    | ۷۰.۹۳ میلیارد (۱.۱ میلیارد دلار)   | ۹.۹۵۲                               | [ ۱۱ ]        |
| Bharat Earth Movers                           | حمل و نقل                  | ۲۸.۰۲ میلیارد (۴۲۰ میلیون دلار)    |                                     |               |
| Defence Research and Development Organisation | توسعه و تحقیق              | ۱۷.۸۶۱ میلیارد (۲۷۰ میلیارد دلار ) | ۳۰.۰۰۰                              | [ ۱۲ ]        |
| Garden Reach Shipbuilders & Engineers         | کشتی های دریایی            | ۱۶.۹۴ میلیارد (۲۵۰ میلیون دلار)    | ۳.۱۳۳                               | [ ۱۳ ] [ ۱۴ ] |
| Goa Shipyard                                  | کشتی سازی                  | ۶.۸۱ میلیارد (۱۰۰ میلیون دلار)     |                                     | [ ۱۵ ] [ ۱۶ ] |
| Hindustan Aeronautics Limited                 | صنایع هوافضا               | ۱۷۷.۵۳ میلیارد (۲.۶ میلیارد دلار)  | ۳۲.۱۰۸                              | [ ۱۷ ]        |
| Mazagon Dock Limited                          | کشتی سازی                  |                                    |                                     | [ ۱۸ ]        |
| Mishra Dhatu Nigam                            | متالوژی                    |                                    |                                     | [ ۱۹ ]        |
| Ordnance Factories Board                      | تجهیزات دفاعی و پشتیبانی   | ۱.۵۳۱ میلیارد ( ۲۳ میلیارد دلار)   | ۱.۷۳.۰۰۰                            | [ ۲۰ ]        |